# LAW 80

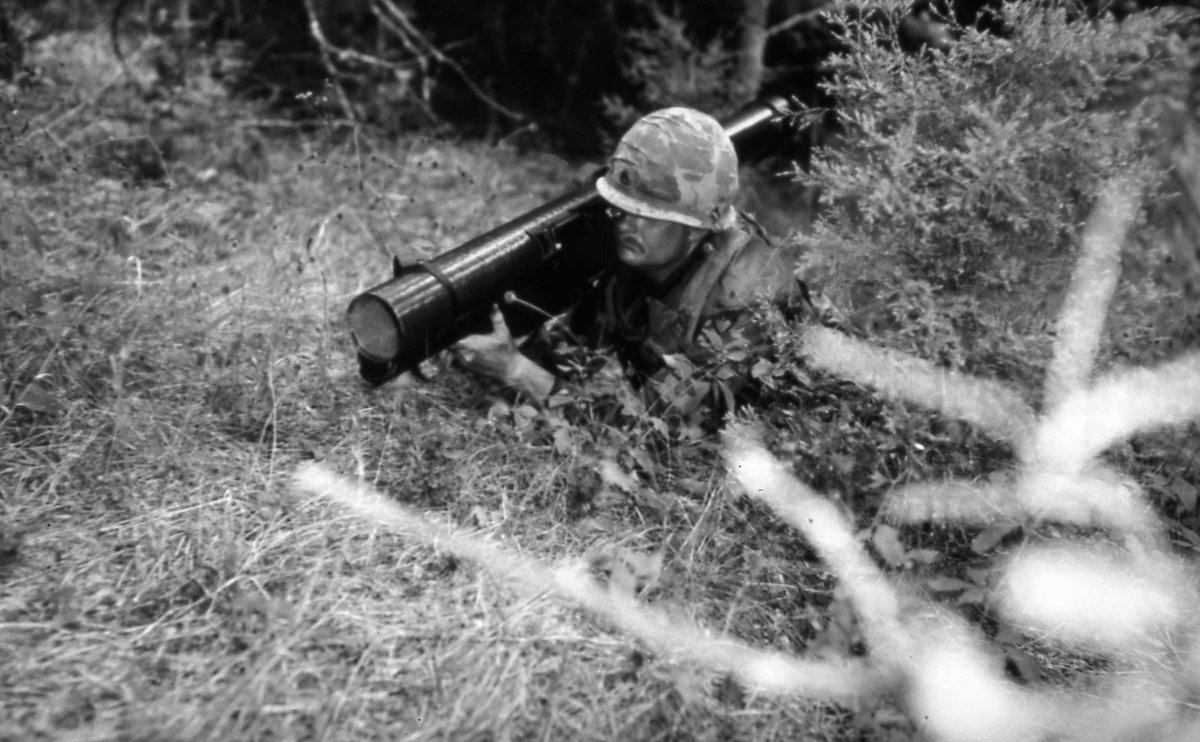
LAW-80-Test der US-Armee 1983

Bei der LAW 80 handelt es sich um eine in Großbritannien hergestellte reaktive Panzerbüchse zur Bekämpfung von gepanzerten Fahrzeugen auf kurze Distanzen.
Die Waffe besteht aus zwei ineinandergeschobenen Rohren. Nach dem Abnehmen der Schutzkappen an den Rohrenden werden die Rohre auseinandergezogen. Nun kann der Schütze über eine Einschießwaffe mit fünf Schuss Leuchtspurmunition prüfen, ob er richtig visiert hat. Dann feuert er die Granate ab. Der Aufschlagzünder soll bis zu einem Auftreffwinkel von 10° auslösen.
Wird die Granate nicht abgeschossen, können die Rohre einfach wieder ineinandergeschoben werden, um die Waffe zu transportieren. Ein Nachladen ist nicht möglich. Die Kosten sollen etwa 12 % der Kosten einer gelenkten Rakete vom Typ MILAN betragen.

## Geschichte
1971 beantragte die britische Armee einen Nachfolger für die bis dahin genutzten reaktiven Panzerbüchsen Carl Gustaf (Schweden) und LAW 72 A1 (USA). Es sollte sich weiterhin um eine einfach zu handhabende und leichte Waffe handeln. Die Durchschlagskraft sollte jedoch höher sein.
Im Oktober 1977 wurde begonnen, die neue Waffe bei Hunting Engineering Ltd. als UK LAW (United Kingdom Light Antitank Weapon) zu entwickeln. Ab 1982 wurde die Waffe dann bei verschiedenen Firmen gebaut und bei der britischen Armee als LAW 80 eingeführt. Der Gesamtauftrag soll über drei Millionen Stück gelautet haben.

## Technische Daten
| Kaliber              | 84 mm      |
| v0                   | 300 m/s    |
| Länge                |            |
| geschlossen          | 1000 mm    |
| feuerbereit          | 1500 mm    |
| Masse                |            |
| komplett             | 9,4 kg     |
| Granate              | 4 kg       |
| Einsatzschussweite   | 500 m      |
| Durchschlagsleistung | 600 mm RHA |